# جيم كروتي
جيم كروتي (بالإنجليزية: Jim Crotty)‏ هو لاعب كرة قدم أمريكية أمريكي، ولد في 31 مارس 1938 في إنترناشونال فولز في الولايات المتحدة.

## وصلات خارجية
- جيم كروتي على موقع مرجع كرة القدم المحترفة.كوم (الإنجليزية)